# Amurklematis
Amurklematis (Clematis ochotensis) är en art i familjen ranunkelväxter från Sibirien, Korea och Japan.
Amurklematis är en klättrande buske. Grenarna är otydligt fyr- till sexkantiga, kala. Bladen är upprepat trefingrande med äggrunda, brett elliptiska eller lansettlika delblad, 2-7 × 1,1–3 cm, de är sparsamt håriga eller nätan kala. Blommorna sitter ensamma och blir 3-6,5 cm i diameter med ett blomskaft på 7–14 cm. Fodebladen är fyra, purpur till blå, smalt avlånga till avlångt äggrunda, 2,2-4 × 1–2 cm. Staminoiderna är skedlikt lansettlika, ungefär hälften så långa som foderbladen, ofta ullhåriga, åtminstone på utsidan. Frukten består av flera nötter med fjäderlik pensel.

## Synonymer
För vetenskapliga synonymer, se Wikispecies .